# Contea di Jingyu
La contea di Jingyu (靖宇县S, Jìngyǔ XiànP) è una contea della Cina, situata nella provincia di Jilin e amministrata dalla prefettura di Baishan.